# Grevillea montis-cole
Grevillea montis-cole är en tvåhjärtbladig växtart. Grevillea montis-cole ingår i släktet Grevillea och familjen Proteaceae.

## Underarter
Arten delas in i följande underarter:
- G. m. brevistyla
- G. m. montis-cole